# Circoscrizioni di Ferrara
In seguito all'entrata in vigore della legge n. 42/2010, che ha soppresso le circoscrizioni nei comuni con meno di 250.000 abitanti, tali organismi a Ferrara non sono più presenti. 
In sostituzione di esse sono state create le Delegazioni, strutture di supporto agli abitanti dei quartieri, che tuttavia, a differenza delle circoscrizioni, non sono composti da rappresentanti eletti dai cittadini.

## Storia ed evoluzione delle circoscrizioni
Prima della soppressione le circoscrizioni del comune di Ferrara avevano subito diverse modifiche nel corso degli anni, in particolar modo per quanto riguarda il loro numero e i territori da amministrare. In particolare:
- nel 1971 il comune era suddiviso in 13 delegazioni (Baura, Denore, Fossanova San Marco, Francolino, Gaibanella, Marrara, Pontegradella, Pontelagoscuro, Porotto, Mizzana, Quartesana, San Martino, San Bartolomeo in Bosco e Ravalle) e in 9 quartieri (Arianuova, Barco, Via Bologna, Giardino, Mizzana, San Giorgio, Quacchio, Centro cittadino e Porta Mare); successivamente, nel 1978, vengono istituite 22 circoscrizioni derivate dall'accorpamento delle precedenti delegazioni e quartieri;
- nel 1980 si passa da 22 a 11 circoscrizioni, con l'aggiunta di 11 sedi locali di servizio, insieme alle prime elezioni dei consigli di circoscrizione, senza che venga mutato l'assetto istituzionale delle attività e dei servizi erogati. Nel 1983 Codrea diviene sede circoscrizionale mentre Denore, Quartesana e Baura divengono centri locali di servizio;
- tale assetto territoriale rimane in vigore sino al 1990, anno in cui il numero delle circoscrizioni passa da 11 a 8, mantenendo invariate le funzioni amministrative. Dal 1994 al 2008 l'assetto organizzativo delle circoscrizioni subisce diverse modifiche e cambiamenti, i quali comportano una riqualificazione dei servizi e degli uffici e la progressiva chiusura dei centri locali di servizio;
- nel 2009 la finanziaria ha aumentato la soglia degli abitanti grazie ai quali i comuni possono organizzare i propri territori e quindi costituire le circoscrizioni. In particolare, il numero di abitanti della città di Ferrara nel 2009 consentiva l'istituzione di massimo 4 circoscrizioni, comportando così un notevole riassetto dei confini territoriali e delle attività istituzionali offerte dalle nuove divisioni amministrative.

### Situazione sino al 2008
Sino al 2008 a Ferrara erano presenti otto circoscrizioni che suddividevano il territorio comunale e la periferia in distinte aree urbane. Di seguito sono indicate le precedenti circoscrizioni e i relativi quartieri (se presenti):
- Circoscrizione Centro Cittadino

- Circoscrizione Giardino Arianuova Doro (GAD)
  - Quartieri: Acquedotto, Arianuova, Darsena, Doro, Ex Mof, Grattacielo, Parco Urbano, P.le dei Giochi, San Benedetto, Stazione Centrale, Via del Lavoro

- Circoscrizione via Bologna
  - Quartieri: Aeroporto, Argine Ducale, Borgo San Luca-Rivana, Cà Pugliese, Centro Artigianale, Chiesuol del Fosso, Fiera, Foro Boario, Krasnodar, La Piramide, La Sammartina, San Giorgio, Uccellino, Via Coronella, Villaggio Satellite

- Circoscrizione Zona Nord
  - Quartieri: Barco, Castel Trivellino, Fossadalbero, Francolino, Pescara, Petrolchimico, Pontelagoscuro

- Circoscrizione Zona Nord Ovest
  - Quartieri: Arginone, Fondoreno, Borgo Scoline, Casaglia, Cassana, Mizzana, Porotto, Porporana, Ravalle

- Circoscrizione Zona Sud
  - Quartieri: Aguscello, Bova di Marrara, Fossanova San Marco, Gaibana, Gaibanella, Marrara, Monestirolo, Montalbano, San Bartolomeo in Bosco, San Martino, Sant'Egidio, Spinazzino, Torre Fossa, Zona Artigianale Wagner

- Circoscrizione Zona Nord Est
  - Quartieri: Albarea, Baura, Boara, Cocomaro di Cona, Cocomaro di Focomorto, Codrea, Cona, Contrapò, Corlo, Correggio, Denore, Focomorto, Malborghetto di Correggio, Parasacco, Quartesana, Viconovo, Villanova

- Circoscrizione Zona Est
  - Quartieri: Borgo Marighella, Borgo Punta, Borgo Scarabelli, Casale del Cantone, Malborghetto di Boara, Pontegradella, Ponte Travagli, Villa Fulvia, Quacchio

### Situazione dal 2009
Dopo la riorganizzazione attuata nel 2009, l'area urbana di Ferrara è ora così suddivisa:
- Circoscrizione 1
  - Centro cittadino
  - Giardino Arianuova Doro

- Circoscrizione 2
  - Via Bologna
  - Zona Sud

- Circoscrizione 3
  - Zona Nord
  - Zona Nord Ovest

- Circoscrizione 4
  - Zona Est
  - Zona Nord Est

## Popolazione
I dati risalenti al 2008 dimostrano una sempre maggiore crescita di popolazione iscritta all'anagrafe di Ferrara. Di seguito sono elencate le circoscrizioni con relativo numero di abitanti:
- Circoscrizione Centro Cittadino: 18.532 abitanti;

- Circoscrizione Giardino Arianuova Doro: 16.887 abitanti;

- Circoscrizione via Bologna: 26.307 abitanti;

- Circoscrizione Zona Nord: 11.114 abitanti;

- Circoscrizione Zona Nord Ovest: 11.022 abitanti;

- Circoscrizione Zona Sud: 13.105 abitanti;

- Circoscrizione Zona Nord Est: 9.167 abitanti;

- Circoscrizione Zona Est: 25.364 abitanti.

Si è verificato un aumento del + 0,7% rispetto al 2007 portando la popolazione al 31 dicembre 2008 a 134.464 abitanti dei quali 62.789 maschi e 71.675 femmine. Aumenta anche il numero di cittadini stranieri iscritti all'anagrafe del comune che raggiungono le 8.121 unità delle quali 3.505 maschi e 4.616 femmine.
L'ammontare della popolazione residente al 1º gennaio 2012 è di 135.444 abitanti, così suddivisi:
- Circoscrizione 1: 35.624 abitanti;
- Circoscrizione 2: 39.607 abitanti;
- Circoscrizione 3: 25.003 abitanti;
- Circoscrizione 4: 35.119 abitanti.

Si è verificato un aumento dello 0,8% rispetto al 2010, comprendente 63.253 maschi e 72.191 femmine. Il numero di cittadini stranieri iscritti all'anagrafe cresce del 9,03% raggiungendo le 11.581 unità delle quali 4.901 maschi e 6.680 femmine.